# 两岭镇
两岭镇，是中华人民共和国陕西省商洛市山阳县下辖的一个乡镇级行政单位。

## 行政区划
两岭镇下辖以下地区：
两岭村、刘家庄村、竹园村、三合村、高塬村、街道村、下坪村和上坪村。